# Лумбини-Прадеш
Лумбини-Прадеш (непальск. लुम्बिनी प्रदेश) — одна из провинций, установленных новой Конституцией Непала, которая была принята 20 сентября 2015 года. .
Население 4 891 025 чел.
Территория 22 288 км².
Столица — Бутавал.
В состав провинции вошли следующие бывшие административные единицы:
- Бхери (частично)
- Лумбини (частично)
- Рапти (частично)

Региональные языки: Тхари, Бходжпури Авадхи.

## Районы
Провинция состоит из следующих районов:
1. Параси (к западу от Бардагат-Шусты)
2. Рупандехи
3. Капилвасту
4. Палпа*
5. Аргхакханчи*
6. Гулми*
7. Рукум (восточная часть)*
8. Ролпа*
9. Пьютхан*
10. Данг
11. Банке
12. Бардия

Районы * планируется перевести в соседние провинции 4 и 6